# Helmuth Schaller
Helmuth Schaller (* 1. Dezember 1923 in Nürnberg; † 1. März 1999 in Feucht) war ein deutscher Unternehmer und Politiker der CSU. Von 1958 bis 1962 war er Abgeordneter des Bayerischen Landtags.

## Leben und Beruf
Schaller besuchte die Volksschule in Nürnberg. Nach seiner Schulzeit absolvierte er zunächst eine dreieinhalbjährige Lehre zum Werkzeugmacher, danach studierte er Fernmeldetechnik in Halle und Magdeburg. Im Zweiten Weltkrieg wurde er im Wehrdienst bei der Luftwaffe eingesetzt. 1945 zog er nach Feucht, wo er ein Einzelhandelsgeschäft für Radiogeräte eröffnete. Ein Jahr später legte er die Meisterprüfung als Rundfunkmechaniker ab. 1952 gründete er zu seinem bestehenden Betrieb ein Möbelhaus sowie eine mechanische Fabrikation mit Werkzeugbau, aus dieser ging später die Schaller GmbH hervor.

## Politik
Schaller war Kreisvorsitzender der CSU im Landkreis Nürnberg und seit 1956 Mitglied des Kreistages, daneben gehörte er dem Verwaltungsrat der Kreissparkasse Nürnberg an. Bei der Landtagswahl 1958 wurde er über ein Mandat im Wahlkreis Mittelfranken in den Landtag gewählt, dort gehörte er dem Ausschuss für Wirtschaft und Verkehr an.

## Schaller-Affäre
1962 war Schaller in eine Spendenaffäre verwickelt, als er den Verkauf eines staatlichen Grundstücks bei Schwaig illegal abwickelte und dafür vom Immobilienmakler Josef Hackel Spendengelder erhielt. Schaller wurde von der CSU daraufhin nicht erneut als Kandidat für den Landtag nominiert, nach der Wahl 1962 schied er aus dem Parlament aus.

## Privates
Schaller war seit 1951 verheiratet, aus dieser Ehe ging der 1953 geborene Sohn René hervor, der bereits 1998 verstarb. Seine Witwe Grete verstarb 2007, bis zum Tod war sie an der Schaller GmbH beteiligt.